# Offensiva di Šiauliai
L'offensiva di Šiauliai fu una manovra strategica dell'Armata Rossa, subito successiva alla vittoriosa operazione Bagration, condotta nel luglio 1944 con l'obiettivo di sfruttare il crollo del Gruppo d'armate Centro tedesco e marciare con le truppe del 1° Fronte Baltico del generale Ivan Bagramjan fino alle coste del Mar Baltico e quindi isolare negli stati Baltici l'intero Gruppo d'armate Nord della Wehrmacht.
L'operazione, intralciata da divergenze strategiche tra i generali sovietici e contrastata dalla forte resistenza tedesca, ottenne importanti successi e in un primo tempo raggiunse l'obiettivo di tagliare fuori il Gruppo d'armate Nord; tuttavia, l'alto comando tedesco sferrò una serie di aspri contrattacchi con riserve corazzate e riuscì alla metà di agosto a riaprire delle precarie vie di comunicazione con le armate asserragliate nell'area baltica. I sovietici tuttavia mantennero il controllo delle posizioni strategiche più importanti e nella metà del settembre 1944 furono in grado di riprendere con successo l'offensiva del Baltico.

## Situazione strategica
Il 4 luglio 1944 lo Stavka diramò la sua direttiva strategica globale n. 220130 in cui delineava gli obiettivi e le direttrici strategiche assegnate ai Fronti sovietici impegnati a sfruttare la grande vittoria in Bielorussia e l'ampio varco aperto nel fronte difensivo tedesco dopo la distruzione quasi completa del Gruppo d'armate Centro. Mentre pianificavano un grande ampliamento delle operazioni con l'offensiva Leopoli-Sandomierz, che sarebbe iniziata il 13 luglio, e l'offensiva Lublino-Brest, prevista per il 18 luglio, Stalin e l'alto comando sovietico intendevano avanzare verso ovest con il 3º Fronte Bielorusso del generale Ivan Danilovič Černjachovskij, che avrebbe dovuto raggiungere Vilnius e Lida, e con il 1º Fronte Baltico del generale Ivan Bagramjan che avrebbe dotuto dirigere le sue forze verso Kaunas. Lo Stavka ordinò anche al generale Bagramjan di intercettare le linee di comunicazione tra il Gruppo d'armate Nord tedesco, in combattimento negli stati Baltici e i resti del Gruppo d'armate Centro che ripiegavano verso Brest e la linea del Niemen. L'attacco principale contro il Gruppo d'armate Nord sarebbe stato sferrato, secondo i progetti dell'alto comando, in modo frontale dal 2° Fronte Baltico, dal 3° Fronte Baltico e dal Fronte di Leningrado.

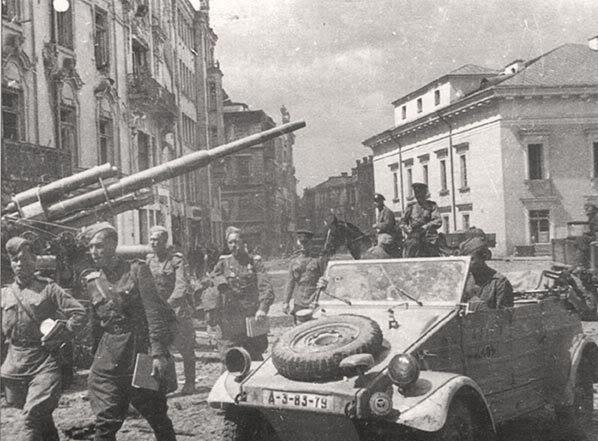
I soldati sovietici dentro Vilnius liberata il 13 luglio 1944

Il generale Bagramjan era pienamente consapevole dell'importanza di tagliare le vie di comunicazione delle cospicue ed esperte divisioni tedesche in combattimento nell'area baltica, e aveva studiato un piano di operazioni completamente diverso dai progetti dello Stavka. Il comandante del 1° Fronte Baltico intendeva sferrare l'attacco principale direttamente verso Riga e la costa baltica con una manovra di supporto verso Šiauliai, in questo modo il Gruppo d'armate Nord tedesco sarebbe stato respinto verso nord-est, dietro il fiume Dvina, dove sarebbe stato attaccato e distrutto dalle armate del 2° Fronte Baltico e del 3° Fronte Baltico. L'intera Lituania e la Curlandia sarebbero state liberate in un colpo solo.
Il comandante del 1° Fronte Baltico cercò di persuadere lo Stavka a modificare i suoi piani ed evidenziò quelli che riteneva fossero i principali difetti del piano dello stato maggiore generale; un'avanzata verso ovest non avrebbe messo realmente in pericolo le linee di comunicazione del Gruppo d'armate Nord che avrebbe quindi potuto affrontare su solide posizioni fortificate gli attacchi frontali del 2° Fronte Baltico e del 3° Fronte Baltico; inoltre il 1° Fronte Baltico marciando su Kaunas avrebbe esposto il suo fianco destro e le sue retrovie ai contrattacchi tedeschi provenienti dall'area baltica. Il generale Bagramjan era anche preoccupato per l'indebolimento delle forze assegnate al suo Fronte che aveva dovuto cedere, secondo gli ordini di Mosca, la potente 4ª Armata d'assalto al 2° Fronte Baltico con la promessa di ricevere in cambio la più debole 39ª Armata; erano state promesse anche la 2ª Armata della Guardia e la 51ª Armata ma queste due formazioni non sarebbero arrivate prima di metà luglio; la sola unità di riserva del 1° Fronte Baltico era il 1º Corpo carri equipaggiato in gran parte con carri appena usciti dalle officine di riparazione. Le considerazioni del generale Bagramjan non convinsero l'alto comando sovietico che quindi confermò il piano operativo generale per l'offensiva nel Baltico.

## La battaglia

### Offensiva del 1° Fronte Baltico
L'offensiva del 1° Fronte Baltico ebbe inizio il 5 luglio 1944 mentre contemporaneamente il 3° Fronte Bielorusso marciava su Vilnius; il generale Bagramjan non aveva atteso l'arrivo della 39ª Armata per avanzare, secondo le disposizioni dello Stavka, verso Dvinsk con la 6ª Armata della Guardia e verso Kaunas con la 43ª Armata. I sovietici, come aveva previsto il generale Bagramjan, incontrarono grosse difficoltà soprattutto nella direttrice di Dvinsk mentre la 43ª Armata del generale Beloborodov riuscì a intercettare l'autostrada Dvinsk-Vilnius a Utena il 9 luglio, minacciando anche i collegamenti ferroviaria tra Dvinsk e Šiauliai. Mentre erano in afflusso le unità della 39ª Armata, il generale Bagramjan cercò di sfruttare i successi della 43ª Armata deviando una parte delle sue forze, potenziate dal 1º Corpo carri, lungo l'autostrada Dvinsk-Kaunas per prendere alle spalle le truppe tedesche che ostacolavano l'avanzata della 6ª Armata del generale Čistjakov, ma questo piano non ebbe successo. La 6ª Armata dovette affrontare l'accanita ed efficace resistenza delle esperte divisioni tedesche che sferrarono anche una serie di contrattacchi; i sovietici erano troppo sparpagliati e inoltre soffrivano di una carenza di mezzi di trasporto, di munizioni e di rifornimenti, il supporto aereo era insufficiente a causa della mancanza di carburante, mentre le truppe si esaurirono in sterili attacchi frontali, con scarso appoggio di artiglieria. Il 12 luglio le tre armate disponibili del 1° Fronte Baltico erano entrate in linea e il generale Bagramjan decise di proseguire l'offensiva, su sollecitazione anche del maresciallo Aleksandr Vasilevskij, il "rappresentante dello Stavka" per i Fronti Baltici, che ordinò di accelerare la marcia verso ovest, anche sulla base di erronee informazioni che facevano prevedere una ritirata generale dell'intero Gruppo d'armate Nord tedesco dai paesi Baltici.
In realtà da molti giorni era in corso effettivamente un aspro contrasto di valutazioni politico-strategiche tra i generali tedeschi del Fronte orientale e Adolf Hitler e l'alto comando; erano state presentate istanze da parte del generale Georg Lindemann, comandante del Gruppo d'armate Nord, per una rapida ritirata delle sue truppe, che rischiavano di essere tagliato fuori nei paesi Baltici, al riparo dietro la Dvina abbandonando il fronte difensivo Polock-Pskov-lago Peipus. Hitler non concordava affatto con le valutazioni del generale Lindemann e riteneva disastroso dal punto di vista politico l'evacuazione dell'Estonia che a suo parere avrebbe inevitabilmente comportato la defezione della Finlandia. Il 2 luglio il generale Lindemann era stato quindi destituito e sostituito dal capace generale Johannes Friessner che tuttavia giunse ben presto alle stesse conclusioni del suo predecessore e richiese a sua volta l'autorizzazione alla ritirata. Il 12 luglio, mentre iniziava l'offensiva frontale del 2° Fronte Baltico, il generale Friessner scrisse a Hitler ribadendo la necessità di ripiegare il Gruppo d'armate Nord e minacciando in caso contrario le proprie dimissioni. Richiamato a Rastenburg per un colloquio diretto, il generale Friessner presentò le sue richieste direttamente a Hitler che parve scosso dagli argomenti del generale ma non prese decisioni definitive. L'argomento della ritirata del Gruppo d'armate Nord rimase al centro dell'attenzione dell'alto comando: nella famosa conferenza del 20 luglio 1944 il generale Adolf Heusinger stava proprio illustrando la situazione critica delle truppe tedesche negli stati Baltici minacciati di accerchiamento, quando esplose la bomba posizionata dal colonnello Stauffenberg. Sopravvissuto all'attentato, Hitler divenne ancora più ostinato e il 23 luglio destituì anche il generale Friessner e nominò al suo posto il tenace e fidato generale Ferdinand Schörner con l'ordine di resistere sul posto e contrattaccare.

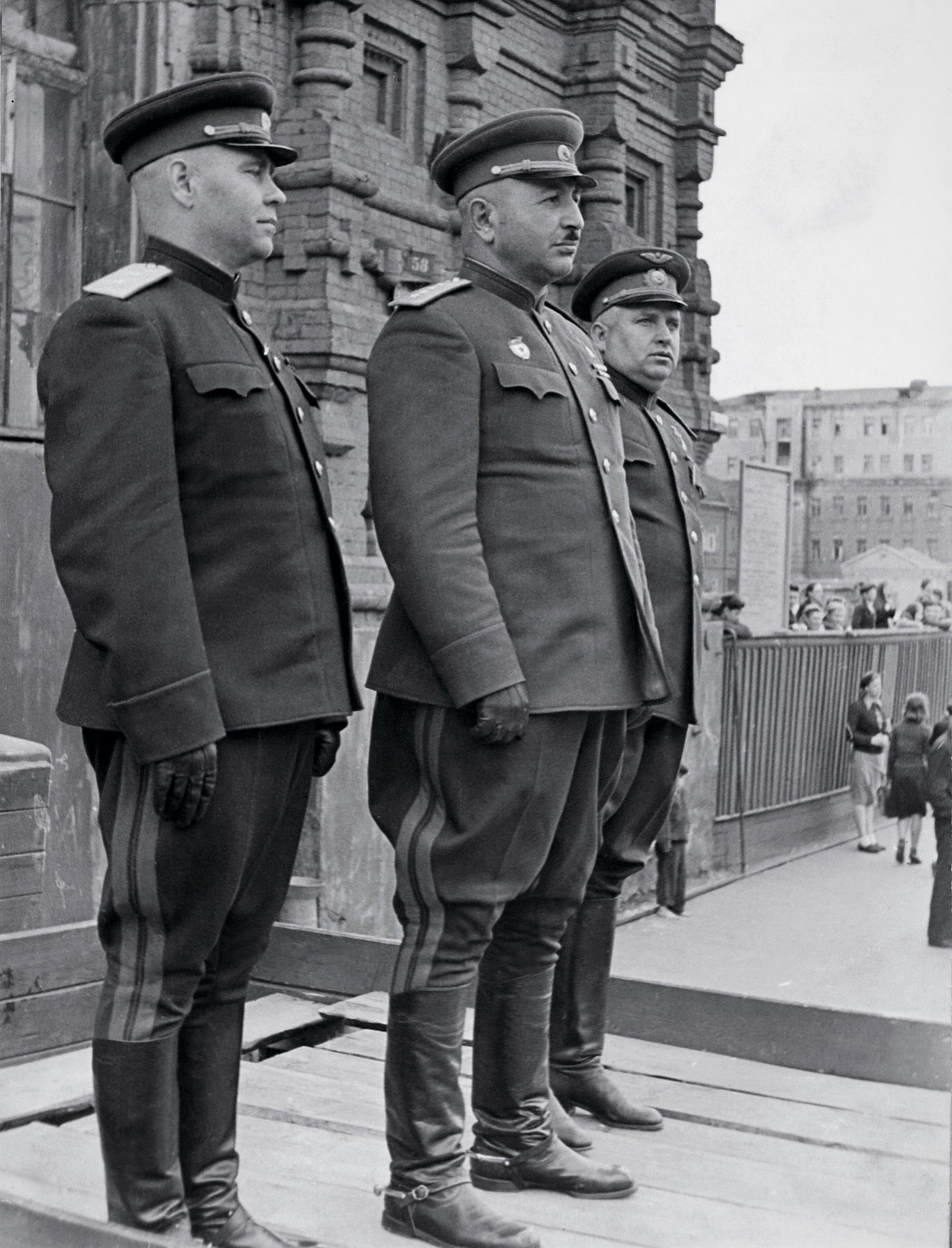
Al centro, il generale Ivan Bagramjan, comandante in capo del 1° Fronte Baltico

In realtà la situazione dei tedeschi non era così compromessa come ritenevano i comandanti del Gruppo d'armate Nord e al contrario i sovietici, a causa di errori di strategia e di direttive confuse dell'alto comando, stavano perdendo una grande opportunità operativa.
Il generale Bagramjan aveva ripreso ad attaccare con la 6ª Armata della Guardia in direzione di Dvinsk, con la 43ª Armata lungo l'asse Utena-Panevėžys e con la 39ª Armata verso Ukmergė, ma egli continuava a sollecitare senza successo una deviazione dell'asse di attacco principale del 1° Fronte Baltico in direzione nord verso Riga. L'alto comando sovietico continuava ad ignorare la possibilità di tagliare fuori l'intero Gruppo d'armate Nord sfruttando il cosiddetto "varco della Wehrmacht" (l'ampio spazio vuoto compreso tra l'ala destra del Gruppo d'armate Nord e il fianco sinistro del Gruppo d'armate Centro), e contava sull'offensiva frontale del 2° Fronte Baltico, del 3° Fronte Baltico e del Fronte di Leningrado che invece procedeva con molto difficoltà e grande lentezza attraverso le efficaci posizioni difensive tedesche.

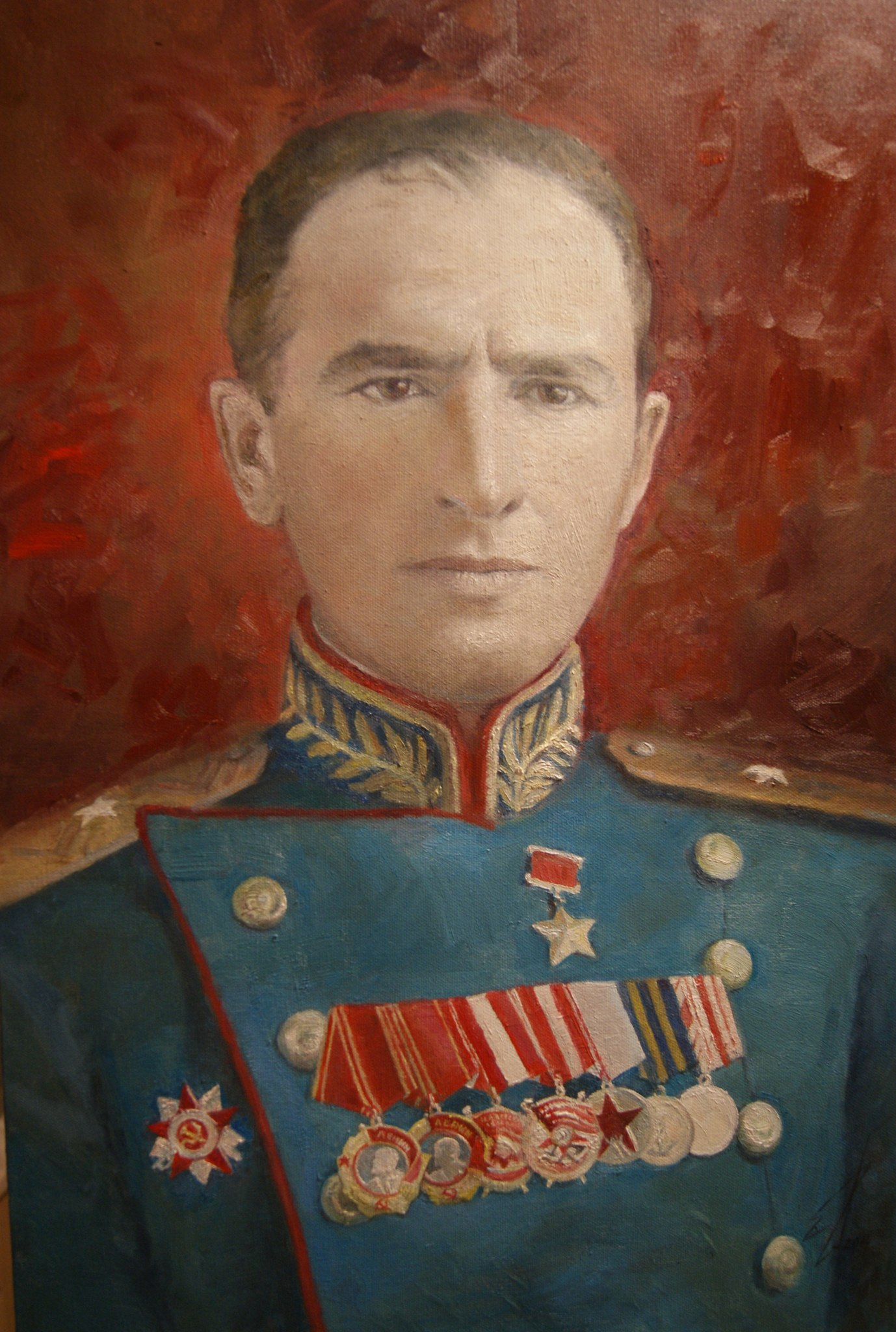
Il colonnello Simon Davidovič Kremer, comandante della 8ª Brigata meccanizzata della Guardia che per prima raggiunse le coste del Mar Baltico

Alla metà di luglio Il generale Bagramjan riteneva che la situazione del 1° Fronte Baltico stesse divenendo rischiosa: non c'era infatti alcun segno della volontà dei tedeschi di evacuare gli stati Baltici e di ripiegare in Prussia orientale, le forze a disposizione erano esaurite in attesa dell'arrivo della 2ª Armata della Guardia e della 51ª Armata, che era previsto non prima di altri quattro giorni, la spinta offensiva sovietica in direzione ovest era praticamente inutile dal punto di vista strategico. Il maresciallo Vasilevskij condivideva in parte le considerazioni del generale Bragramjan e decise di deviare l'asse d'attacco principale del 1° Fronte Baltico dalla sterile direttrice di Kaunas alla direttrice di Šiauliai, ma lo Stavka rifiutò decisamente di autorizzare il progetto strategico del generale Bagramjan che prevedeva un'offensiva in massa verso Riga; apparentemente l'alto comando sovietico riteneva che il Gruppo d'armate Nord, pressato dall'attacco frontale del 2° e 3° Fronte Baltico, sarebbe stato presto costretto a ripiegare in Prussia orientale, evacuando Estonia e Lettonia e che di conseguenza l'attacco del 1° Fronte Baltico su Riga sarebbe stato sferrato a vuoto.
Il generale Bagramjan criticò le valutazioni dello Stavka ed affermò che non c'era alcun segno di una presunta decisione tedesca di evacuare gli stati Baltici e che il 2° e il 3° Fronte Baltico non erano abbastanza forti per poter sloggiare dalle loro solide posizioni fortificate le esperte divisioni del Gruppo d'armate Nord. In questa situazione, un attacco del 1° Fronte Baltico non sarebbe stato inutile, ma avrebbe avuto invece un'importanza decisiva; inoltre dal punto di vista tattico il generale Bagramjan riteneva di potere attaccare subito avendo le sue forze principali già in posizione sull'asse d'attacco ed essendo in arrivo le riserve della 2ª Armata della Guardia e della 51ª Armata. Lo Stavka continuò a respingere i piani del generale Bagramjan e confermò l'attacco sulla direttrice di Šiauliai; l'offensiva del 1° Fronte Baltico ebbe inizio il 20 luglio 1944.

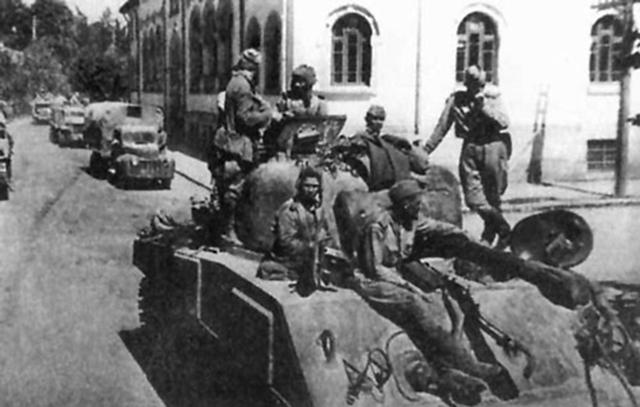
I carri M4 Sherman del 3º Corpo meccanizzato della Guardia in azione durante la campagna d'estate 1944 nei paesi Baltici

L'arrivo delle nuove armate aveva permesso finalmente al generale Bagramjan di riorganizzare il suo schieramento: la 51ª Armata del generale Yakov Kreizer si affiancò alla 43ª Armata con l'ordine di avanzare su Šiauliai e Biržai, mentre sulla sinistra venne schierata la 2ª Armata della Guardia del generale Porfirij Čančibadže per attaccare verso Baisogala-Tytuvėnai coperta a sud dalla 39ª Armata che peraltro presto sarebbe passata sotto il controllo del 3° Fronte Bielorusso del generale Černjakovskij per attaccare Kaunas. Il 1° Fronte Baltico aveva anche ricevuto un potente rinforzo di mezzi corazzati con l'arrivo del 3º Corpo meccanizzato della Guardia del generale Victor Obuchov, che necessitava ancora di tempo per organizzarsi ma disponeva di 192 carri armati di tipo M4 Sherman e 31 cannoni semoventi per attaccare direttamente su Šiauliai dopo la conquista di Panevėžys. Molto più critica era invece la situazione della 6ª Armata della Guardia sul fianco destro del 1° Fronte Baltico che, a causa di difficoltà di rifornimento, carenza di sostegno aereo e soprattutto dell'aspra resistenza tedesca, avanzava verso Dvinsk solo con grande difficoltà.
Le divisioni della 51ª Armata invece avanzarono velocemente e il 22 e il 23 luglio entrarono a Panevėžys e Pumpėnai, aprendo la strada per Šiauliai; la marcia della 43ª Armata era più lenta verso Biržai, ma nel complesso le operazioni del 1° Fronte Baltico si stavano sviluppando favorevolmente, mentre le difese tedesche iniziavano a dare segno di cedimento. Il generale Bagramjan quindi riorganizzò le sue forze per la fase finale dell'offensiva; l'attacco su Dvinsk della 6ª Armata della Guardia venne interrotto e furono portati in avanti il secondo scaglione della 51ª Armata e soprattutto i carri armati del 3º Corpo meccanizzato della Guardia che il 26 luglio iniziarono l'avanzata proseguendo per oltre 70 chilometri a ovest di Panevėžys e raggiungendo la periferia sud-orientale di Šiauliai.. Il primo attacco di due reggimenti meccanizzati tuttavia fu respinto, e i sovietici manovrarono verso sud-ovest per intercettare le vie di comunicazione della città. Il generale Obuchov il 27 luglio sferrò l'attacco decisivo a Šiauliai da est e da nord-ovest ma la resistenza fu accanita, i tedeschi lanciarono numerosi contrattacchi e solo dopo l'intervento della fanteria della 51ª Armata, due brigate corazzate, l'8ª Brigata carri della Guardia e la 35ª Brigata carri della Guardia, riuscirono la sera del 27 luglio a liberare completamente Šiauliai.

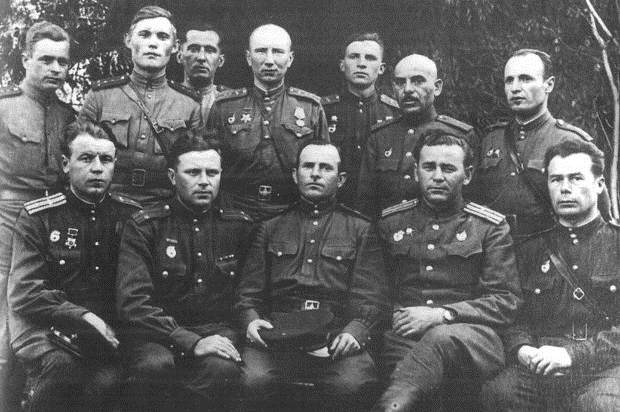
Gli ufficiali della 35ª Brigata carri della Guardia che liberò Šiauliai e Dobele; seduto al centro il comandante della brigata, colonnello Azi Aslanov

La riuscita manovra del generale Bagramjan su Šiauliai e i contemporanei successi del 2° Fronte Baltico e del 3° Fronte Baltico che finalmente avevano guadagnato terreno nei paesi Baltici occupando Dvinsk e Rēzekne, sembravano preludere al crollo totale del Gruppo d'armate Nord tedesco; l'arrivo dei carri armati sovietici a Šiauliai infatti metteva in pericolo le retrovie e il fianco delle forze del generale Schörner che rischiava di essere isolato a est della Dvina. Effettivamente il generale Bagramjan stava organizzando una rapida offensiva lungo l'asse di Riga con la 51ª Armata e il 3º Corpo meccanizzato della Guardia, mentre a ovest di Šiauliai avrebbe attaccato la 2ª Armata della Guardia e sul fianco destro sarebbero avanzate la 6ª Armata della Guardia e la 43ª Armata.
Il maresciallo Vasilevskij approvò il piano del generale Bagramjan che subito ordinò al generale Kreizer di marciare inizialmente su Jelgava con i carri del 3º Corpo meccanizzato della Guardia in prima linea. I mezzi corazzati del capitano Grigorij Galuza della 9ª Brigata meccanizzata della Guardia avanzarono con grande rapidità a partire dal primo mattino del 28 luglio e colsero di sorpresa le difese tedesche irrompendo dentro Joniškis e liberando subito la cittadina; i carri sovietici proseguirono quindi per Jelgava dove tuttavia la guarnigione tedesca si difese accanitamente e questa volta il capitano Galuza dovette fermarsi e attendere l'arrivo del grosso del 3º Corpo meccanizzato della Guardia che giunse il mattino del 29 luglio e rimase agganciato a Jelgava mentre anche i tedeschi rafforzavano le loro difese nella città.
Mentre i combattimenti dentro Jelgava si prolungavano con l'intervento anche delle unità di fucilieri della 51ª Armata, il generale Bagramjan, che finalmente aveva ricevuto l'autorizzazione dello Stavka ad attaccare verso Riga, decise di sganciare dalla città una parte delle forze mobili del 3º Corpo meccanizzato della Guardia. Il generale Obuchov ricevette l'ordine di avanzare con i suoi carri armati verso nord-ovest, fino a raggiungere la costa del mar Baltico nel golfo di Riga, e verso ovest in direzione di Dobele. L'8ª Brigata meccanizzata della Guardia al comando del colonnello Simon Davidovič Kremer si diresse quindi verso il mare percorrendo la strada per Tukums; dopo una rapida avanzata i carri armati sovietici entrarono a Tukums il 30 luglio e proseguirono fino a raggiungere il golfo di Riga a Klapkalns. L'altra colonna del 3º Corpo meccanizzato della Guardia, la 35ª Brigata carri della Guardia al comando del colonnello Azi Aslanov, invece raggiunse Dobele nello stesso giorno e isolò completamente Jelgava. Con l'arrivo dei mezzi corazzati del colonnello Kremer alla costa del Mar Baltico vennero intercettate tutte le linee di comunicazione del Gruppo d'armate Nord che quindi si trovò effettivamente tagliato fuori nei paesi Baltici.

### Operazione Doppelkopf
I carri armati sovietici avevano raggiunto la costa Baltica e inserito un profondo cuneo tra il Gruppo d'armate Nord del generale Schörner, sempre fermo nei paesi Baltici e impegnato a fronteggiare l'offensiva del 2° e del 3° Fronte Baltico, e il Gruppo d'armate Centro che alla fine di luglio era impegnato, sotto il comando dell'abile feldmaresciallo Walter Model, a controllare una serie di situazioni critiche nella regione di Kaunas, sulla linea del Niemen, a ovest di Brėst e Białystok, sulla Vistola e alla periferia di Varsavia. Il fronte orientale tedesco sembrava in imminente pericolo di collasso generale, ma in realtà la posizione tattica del 1° Fronte Baltico del generale Bagramjan non era molto solida: il cuneo spinto fino al golfo di Riga era stretto ed esposto agli attacchi tedeschi sia da est, tra Tukums, Jelgava, Bauska e Biržai, sia da ovest, tra Tukums, Aust e Šiauliai.
I primi contrattacchi tedeschi erano già in corso: sul fianco occidentale, il Gruppo d'armate Centro fece intervenire la 7. Panzer-Division che si spinse a sud di Šiauliai mettendo in difficoltà alcuni reparti della 2ª Armata della Guardia del generale Čančibadže; sul fianco orientale il generale Schörner aveva raggruppato sei divisioni di fanteria rinforzati con mezzi corazzati che attaccarono a nord-est di Biržai in direzione di Panevėžys contro un corpo d'armata della 43ª Armata del generale Beloborodov. Il generale Bagramjan fece intervenire a sostegno della 43ª Armata, alcuni reparti della 6ª Armata della Guardia e i mezzi corazzati del 19º Corpo carri e riuscì a mantenere le linee dopo violenti combattimenti, ma la posizione strategica del 1° Fronte Baltico, esposta sui due fianchi orientale e occidentale, rimase difficile.
Nella prima settimana di agosto, l'alto comando tedesco, guidato dal nuovo capo di stato maggiore generale Heinz Guderian, iniziò il raggruppamento di numerose Panzer-Division richiamate da altri settori del fronte per sferrare una potente offensiva e ristabilire le comunicazioni con il Gruppo d'armate Nord; Hitler rimaneva assolutamente determinato a mantenere il possesso dei paesi Baltici, mentre il generale Schörner assicurò al Führer di potere difendere il suo fronte in attesa dell'arrivo delle forze di soccorso. Il Gruppo d'armate Nord effettivamente, rinforzato da reparti trasferiti per via aerea e da unità di Stukas guidate dal famoso Hans-Ulrich Rudel, continuava a difendere con accanimento ed abilità le sue posizioni e cedeva terreno solo lentamente e dopo aver inflitto pesanti perdite alle armate sovietiche del 2° e 3° Fronte Baltico e del Fronte di Leningrado; il generale Schörner quindi riuscì a stabilizzare il fronte intorno ai capisaldi di Valka, Pļaviņas e Narva, e sferrò anche un nuovo contrattacco verso ovest in direzione di Biržai che venne tuttavia respinto dai sovietici della 51ª Armata rinforzata con aerei, artiglieria e mezzi corazzati.

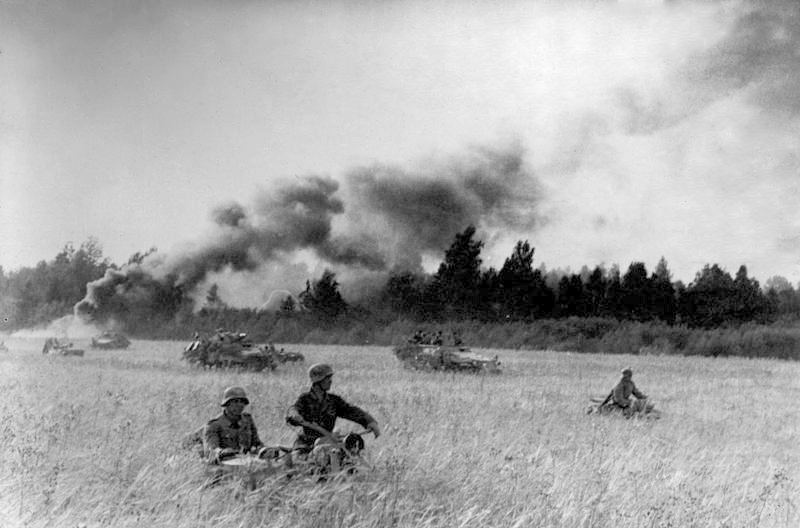
Reparto motorizzato della Panzergrenadier-Division Großdeutschland in azione nell'estate 1944

Il generale Guderian e il feldmaresciallo Model progettavano soprattutto una grande controffensiva del Gruppo d'armate Centro contro il lato occidentale del saliente sovietico spinto fino a Tukums; l'operazione Doppelkopf ("doppia testa", anche il nome di un gioco di carte tedesco) prevedeva di raggruppare il 40º Panzerkorps del generale Otto von Knobelsdorff e il 39º Panzerkorps del generale Dietrich von Saucken con sei divisioni corazzate e circa 500 mezzi corazzati che avrebbero dovuto attaccare da due direzioni Šiauliai cercando di ottenere uno sfondamento strategico e sconfiggere completamente il 1° Fronte Baltico. Più a nord, un secondo raggruppamento corazzato, il cosiddetto Gruppe Strachwitz al comando del generale Hyazinth von Strachwitz, sarebbe avanzato rapidamente lungo la costa in direzione di Tukums per riaprire subito il collegamento con il Gruppo d'armate Nord. Il piano tedesco prevedeva che il 40º Panzerkorps avrebbe attaccato verso 
Šiauliai da ovest e sud-ovest partendo da Kelmė con la 7. Panzer-Division, la 14. Panzer-Division e la Panzergrenadier-Division Großdeutschland; dopo lo sfondamento, i carri armati tedeschi sarebbero avanzati verso nord-est e si sarebbero congiunti con il 39º Panzerkorps che avrebbe attaccato più a nord con la 4. Panzer-Division, la 5. Panzer-Division e la 12. Panzer-Division e si sarebbe diretto verso Jelgava. Alla vigilia dell'attacco, il feldmaresciallo Model venne richiamato da Hitler e trasferito d'urgenza al comando dell'esercito tedesco sul Fronte occidentale, quindi l'operazione Doppelkopf sarebbe stata diretta dal generale Georg-Hans Reinhardt, che prese la guida del Gruppo d'armate Centro, e dal generale Erhard Raus che assunse il comando della 3. Panzerarmee sul lato occidentale del saliente di Tukums.

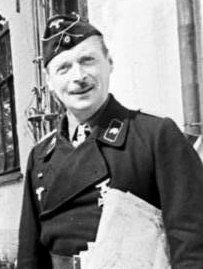
Il generale Hyazinth Graf Strachwitz, comandante del gruppo corazzato che riuscì a riaprire le linee di comunicazione del Gruppo d'armate Nord

L'operazione Doppelkopf ebbe inizio il 16 agosto 1944 con un attacco diversivo da Kelme a sud-est di Šiauliai che impegnò alcuni reparti della 2ª Armata della Guardia; le forze del 1° Fronte Baltico erano molto disperse lungo il lato occidentale del saliente e furono messe in difficoltà il giorno seguente, 17 agosto, dall'attacco principale tedesco sferrato con oltre 300 carri armati direttamente su Jelgava e Šiauliai. I mezzi corazzati tedeschi penetrarono nelle linee sovietiche del 54º Corpo fucilieri e avanzarono entro la sera di oltre dieci chilometri fino alla periferia occidentale della città; il generale Bagramjan decise di fare intervenire subito le sue riserve corazzate del 1º Corpo carri e della 5ª Armata corazzata della Guardia.
Nei giorni seguenti la situazione dei sovietici rimase difficile: le Panzer-Division tedesche avanzarono anche verso Jelgava contro la 51ª Armata che venne a sua volta rinforzata il 18 agosto dalle unità del 3º Corpo meccanizzato della Guardia; inoltre il generale Bagramjan organizzò degli efficaci sbarramenti difensivi anticarro con artiglieria pesante e dopo quattro giorni di violenti combattimenti riuscì a contenere l'avanzata della 3. Panzerarmee tedesca sulla strada Šiauliai-Jelgava. Il 18 agosto erano arrivati in città i mezzi corazzati della 5ª Armata carri della Guardia del generale Vasilij Vol'skij e i fucilieri di un corpo d'armata lettone che contribuirono a fermare definitivamente i tedeschi che subirono forti perdite di carri armati. Nei giorni successivi il 1° Fronte Baltico passò al contrattacco e riusci a respingere i tedeschi undici chilometri a ovest di Šiauliai. Il 23 agosto le Panzer-Division fecero un ultimo tentativo verso Jelgava, ma il generale Bagramjan aveva ormai riorganizzato il suo schieramento con le riserve meccanizzate ulteriormente potenziate con l'arrivo anche del 1º Corpo carri e del 19º Corpo carri.
L'attacco principale tedesco dell'operazione Doppelkopf era quindi fallito e i sovietici mantenevano saldamente il possesso dei centri strategici di Jelgava e Šiauliai, ma più a nord, l'attacco secondario del generale von Strachwitz invece ottenne un brillante successo. Il generale von Strachwitz, comandante audace ed eccentrico, disponeva di circa sessanta mezzi corazzati raggruppati in due brigate con cui il 20 agosto avanzò rapidamente lungo la costa del Mar Baltico direttamente verso Tukums; egli poté sfruttare l'efficace intervento dell'incrociatore Prinz Eugen e di due cacciatorpediniere che colpirono con la loro artiglieria pesante le linee sovietiche. I carri armati tedeschi quindi raggiunsero e conquistarono Tukums, poi proseguirono subito verso est; il 21 agosto si congiunsero con i reparti della 11. SS Freiwilligen-Panzergrenadier-Division "Nordland" inviati all'attacco dal generale Schörner; in questo modo venne ristabilito un precario collegamento tra il Gruppo d'armate Nord, sempre in combattimento nei paesi Baltici, e il resto del fronte tedesco.

## Pausa e riorganizzazione
Dopo cinquanta giorni di combattimenti, la battaglia nell'area baltica venne ad una temporanea conclusione: l'Armata Rossa aveva liberato circa la metà del territorio degli stati baltici e aveva raggiunto importanti posizioni strategiche, ma l'avanzata su Riga da parte del 1° Fronte Baltico del generale Bagramjan era stata fermata e lo stretto corridoio che i sovietici avevano aperto tra il Gruppo d'armate Centro e il Gruppo d'armate Nord, spinto fino alle rive del mar Baltico, era stato interrotto lungo la costa dalla controffensiva tedesca che aveva permesso di riaprire attraverso Tukums un precario collegamento, ampio circa 40 chilometri, tra il raggruppamento tedesco del generale Schörner e il fronte principale.
La posizione del Gruppo d'armate Nord tuttavia rimaneva difficile; esso si manteneva collegato via terra solo attraverso l'angusto passaggio di Tukums che era continuamente esposto a nuovi attacchi sovietici; il generale Schörner rimaneva determinato a difendere le sue linee e i tedeschi controllavano le fortificazioni di Narva, Valka, Pļaviņas, mentre la cosiddetta "linea Tannenberg" sbarrava la strada per Tallinn. Riga invece era più esposta e l'alto comando sovietico a partire dal 26 agosto iniziò un lungo e metodico programma di riorganizzazione e rischieramento delle sue armate proprio per sferrare una nuova offensiva generale in direzione di Riga per liberare finalmente gli stati Baltici e distruggere l'intero Gruppo d'armate Nord.
La seconda offensiva sovietica del Baltico avrebbe avuto inizio il 14 settembre 1944 e sarebbe continuata con il massimo accanimento per oltre due mesi; l'Armata Rossa riuscì alla fine a liberare la maggior parte degli stati Baltici e isolò per la seconda volta definitivamente il Gruppo d'armate Nord che peraltro continuò a battersi fino alla fine della guerra asserragliato nella sacca di Curlandia, dove respinse numerose offensive sovietiche. I resti del Gruppo d'armate Nord (denominati Gruppo d'armate Curlandia) si arresero solo l'8 maggio 1945.